# 鍾瑶
鍾（1986年7月30日—），台灣女演員、模特兒。

## 經歷
早期以模特兒身份出道，擁有豐富的MV、平面、廣告拍攝經驗。2007年首次演出電影《不能說的秘密》，開始投入戲劇表演領域，陸續參與電影《白蟻-慾望謎網》、《市長夫人的秘密》以及電視劇《姊的時代》、《麻醉風暴2》等多部影視作品演出。2018年以《替身》獲得金鐘獎迷你劇集/電視電影女主角獎之提名肯定。

## 演出作品

### 長篇電影
| 年份   | 片名                       | 角色      | 導演          |
| ------ | -------------------------- | --------- | ------------- |
| 2007年 | 《不能說的秘密》           | 小花      | 周杰倫        |
| 2012年 | 《花漾》                   | 侍女      | 周美玲        |
| 2017年 | 《白蟻-慾望謎網》          | 湯君紅    | 朱賢哲        |
| 2017年 | 《澤水困》                 | 琴        | 辛建宗        |
| 2017年 | 《海。人。魚》             | 人魚      | 袁緒虎        |
| 2017年 | 《地圖的盡頭》             | 范子曦    | 張志勇        |
| 2018年 | 《漂港》                   |           | 張書瑋        |
| 2018年 | 《我想要你記得__》（法國） | 中醫      | 羅曼．柯杰特  |
| 2018年 | 《市長夫人的秘密》         | 柳伊森    | 連奕琦        |
| 2020年 | 《怪胎》                   | 美裕      | 廖明毅        |
| 2021年 | 《東經北緯》               | W         | 袁緒虎        |
| 2021年 | 《詭祭》                   | Lulu Wong | David Verbeek |
| 2022年 | 《罪後真相》               | 許雅靜    | 陳奕甫        |

### 短篇電影/微電影
- 2009年 《夏日之詩》飾 紛飛 -籐井樹
- 2012年 《心碎祕方》飾高小姐-江宗傑
- 2012年 《慢吞吞小學》 飾 黃老師 -鄒維剛>
- 2012年 《門縫前的包裹》飾 米薇安 -廖明毅
- 2013年 《影子》飾 金髮女子-Lorenzo Recio（法國）
- 2013年 《動物之心》 金馬電影學院短片 -侯孝賢執導
- 2014年 《閱讀時光-蛾》飾演 米索-導演鄭文堂
- 2015年 《午休時間》飾 吳永璇-導演 林品君 高雄電影節
- 2015年 《宜蘭幸福150》飾 楊詠綠-導演 許容榕
- 2016年 《【遇見設計，邂逅愛│Design for love】把你的靈魂接在我的線路上篇》飾 琳恩-導演 辛建宗
- 2021年 《關係暴力》飾 黃宇萱-導演 莊翔安

### 長篇劇集
| 年份   | 頻道                           | 劇名                         | 角色         | 備註       |
| ------ | ------------------------------ | ---------------------------- | ------------ | ---------- |
| 2010年 | 公視                           | 《死神少女》                 | 楊巧巧       | 女配角     |
| 2014年 | 台視                           | 《徵婚啟事》                 | 保羅前女友   | 客串       |
| 2017年 | 公視                           | 《麻醉風暴2》                | 便利商店店員 | 客串       |
| 2017年 | 樂視                           | 《推理日記》                 | 黑桃7        |            |
| 2018年 | 三立都會台                     | 《姊的時代》                 | 周凱婷       | 第一女主角 |
| 2018年 | 東森綜合台                     | 《艾蜜麗的五件事》           | 艾蜜麗       | 第一女主角 |
| 2019年 | 衛視電影台、星衛HD電影台、FOX+ | 《浮士德遊戲2》              | 杜子欣       | 第一女主角 |
| 2020年 | 三立都會台                     | 《跟鯊魚接吻》               | 杜艾紗       | 第一女主角 |
| 2021年 | 愛奇藝、緯來電影台、台視       | 《逆局》                     | 方可茜       | 客串       |
| 2023年 | 公視                           | 《國際橋牌社外傳：和平歸來》 | 陳郁美       | 第一女主角 |
| 2023年 | 東森戲劇台                     | 《W劇場：沒有你依然燦爛》    | 趙彗星       | 女配角     |
| 2023年 | PPTV/樂視視頻                  | 《少林小子方世玉》           | 楚湘雲       |            |
| 2026年 | 客視                           | 《都市開基祖》               |              |            |

### 迷你劇集
| 年份   | 頻道/製作公司 | 劇名                  | 角色   |
| ------ | ------------- | --------------------- | ------ |
| 2012年 | 客視          | 《神仙谷事件》        | 劉沛萱 |
| 2016年 | 公視          | 《滾石愛情故事-味道》 | 莉娜   |
| 2023年 | Netflix       | 《人選之人-造浪者》   | 朱儷雅 |
| 2024年 | HBO GO        | 《何百芮的地獄毒白》  | Vivian |
| 2024年 | HBO GO        | 《何百芮的地獄毒白2》 | Vivian |

### 電視電影
| 年份   | 頻道/製作公司      | 劇名           | 角色   | 導演   |
| ------ | ------------------ | -------------- | ------ | ------ |
| 2016年 | 中天電視           | 《回魂》       | 貝拉   | 周美玲 |
| 2016年 | 緯來電影台         | 《愛我請回頭》 | 許靜儀 | 辛建宗 |
| 2017年 | 夢田文創、三映電影 | 《替身》       | 倪可   | 周美玲 |
| 2018年 | 緯來電影台         | 《天使薇薇》   | 季薇薇 | 周美玲 |

### 音樂錄影帶
- 2004年 陳珊妮 - 《驗傷》
- 2004年 楊家成 - 《妳的理由》
- 2004年 劉若英 - 《幸福的路》
- 2005年 S.H.E - 《天灰》
- 2005年 梁靜茹 - 《下一秒鐘》
- 2005年 李翊君 - 《某年某月》
- 2005年 林志炫 - 《說不出的告別》
- 2005年 林志炫 - 《鱷魚的眼淚》
- 2006年 張惠妹 - 《我要快樂》
- 2006年 梁詠琪 - 《給自己的情歌》
- 2006年 陳奕 - 《等待》
- 2007年 張震嶽 - 《路口》
- 2007年 盧學叡 - 《早知道．愛》
- 2007年 盧學叡 - 《愛我的兩個人》
- 2009年 伍佰 - 《愛妳越來越多》
- 2009年 阿穆隆 - 《木頭人》
- 2010年 周筆暢 - 《單面鏡》
- 2011年 郁可唯 - 《傷不起》
- 2011年 張棟樑 - 《怎麼會哭》
- 2013年 陶喆&關詩敏 - 《好好說再見》
- 2014年 陳威全 - 《全是愛》
- 2014年 孫盛希 - 《跟你住》
- 2014年 許茹芸 - 《我留下的一個生活》
- 2016年 李榮浩 - 《不將就》
- 2016年 蕭煌奇 - 《死心了沒有》
- 2016年 蔣卓嘉 - 《你的愛是什麼形狀》
- 2019年 茄子蛋 - 《窒息》
- 2020年 徐若瑄 - 《再見錯的人》
- 2021年 動力火車 - 《不必說哈囉》
- 2022年 小男孩樂團 - 《事過境遷》
- 2023年 滅火器樂團 -《火山戀曲》
- 2023年 麋先生 -《都是浪漫害的》

### 舞台劇
- 2023年  春河劇團《叫我林彩香》

## 廣告代言
- 一匙靈attack抗菌洗衣精（2016版）
- 一家人益生菌洗髮精

## 主持作品

### 電視節目
- 東風衛視 《時尚#hashtag》

## 音樂作品

### 作詞
| 年   | 歌曲         | 作詞                  | 作曲   | 歌手   | 專輯            | 備註 |
| ---- | ------------ | --------------------- | ------ | ------ | --------------- | ---- |
| 2018 | 〈自我癒合〉 | Molly Lin、鍾瑶、孫盛希 | 孫盛希 | 孫盛希 | 《女·人 Woman》 |      |

## 獎項紀錄
| 年份   | 頒獎典禮     | 獎項                       | 作品                 | 角色   | 結果 |
| ------ | ------------ | -------------------------- | -------------------- | ------ | ---- |
| 2018年 | 第53屆金鐘獎 | 迷你劇集／電視電影女主角獎 | 《替身》             | 倪可   | 提名 |
| 2024年 | 第59屆金鐘獎 | 戲劇節目女配角獎           | 《何百芮的地獄毒白》 | Vivian | 提名 |

## 外部連結
- 鍾Aviis Zhong的Facebook專頁
- 鍾Aviis Zhong的Instagram帳戶
- 鍾Aviis Zhong的新浪微博
- 鍾瑶在香港影庫上的簡介